# پاژن
پاژن یک خودروی شاسی بلند بیابانی (off-road) دو دیفرانسیل است که در ایران توسط شرکت سهامی صنعتی تولیدی مرتب (شرکت خودروسازی مرتب) ساخته می‌شود. پاژن در اصل کپی خودروی لندرور دیفندر (Land Rover Defender) است که از سال‌های بعد از جنگ جهانی دوم در بریتانیا تولید می‌ شود.
خودرو لندرور یا همان پاژن یکی از محبوبترین خودروها جهت آفرود بین حرفه ای های این رشته در سراسر دنیا است.برای آن کاربردهای متفاوتی در نظر گرفته شده‌است، علاوه بر کاربردهای تجاری مانند آمبولانس، خودرو عملیات، آتش نشانی و ... کاربردهای شهری و نظامی نیز دارد و چنانچه به سایت اصلی شرکت لندرور مراجعه کنید کابردهای متفاوتی از این محصول راخواهید دید، البته این خودرو در کشور سازنده اصلی عموماً با موتور توربو شارژ دیزل عرضه می‌شود(لندورو دیفندر). از نکات قابل توجه در ارتباط با این خوردو باید به تجهیزات جانبی آن اشاره نموده که استفاده از آن را در شرایط متفاوت راحت‌تر می‌کند، مانند صندلی کودک، روکش صندلی چرمی و ...

## مشخصات
- ابعاد

نام : پاژن/پاژين در زبان گیلکی به بز بالغ که در کوهستان زندگی میکند گفته میشود. این نام از گیلکی بر روی این خودرو گذاشته شده است.
طول کل : جی ال دی:۴۴۷۸ جی ال وی: ۴۶۷۵
عرض کل : (با احتساب آینه ) ۱۹۷۱
ارتفاع کل : جی ال دی: ۱۹۹۰ جی ال وی: 
۲۰۰۰
فاصله بین ۲ محور: ۲۷۸۸
عرض محور: ( جلو و عقب ) ۱۵۶۴-۱۵۵۲
حداقل فاصله با زمین : ۲۵۰

## وزن
وزن خالص خودرو : جی ال دی : ۱۶۴۹ جی ال وی : ۱۷۰۹ ( کیلو گرم )
درصد وزن روی محور جلو : جی ال دی :۴۹٪ جی ال وی : ۴۸٪
درصد وزن روی محور عقب : جی ال دی : ۵۱٪ جی ال وی :۵۲٪

## سیستم کلاچ
نوع : تک صفحه خشک
عملکرد کلاچ : هیدرولیکی

## گیربکس
تعداد دنده : ۶ دنده جلو و ۱ دنده عقب
نسبت دنده : دنده ۱ : ۹۱۸/۳، دنده ۲ : ۲۶۲/۲
دنده ۳ : ۳۹۵/۱ دنده ۴ : ۱ دنده ۵ : ۸۲۹/۰ د دنده عقب : ۹۲۵/۳

## کمک گیربکس
انتخاب : سبک ۲×۴، سبک ۴×۴، سنگین ۴×۴
تعداد دنده : ۲
نسبت دنده سبک : ۱
نسبت دنده سنگین : ۲/۲

## اکسل
نوع اکسل عقب / جلو : یکپارچه و فعال / یکپارچه و فعال با CV JOINTS
نوع دنده : اسپیرال
نسبت دنده : ۴۷:۱۰
سیستم خنک کننده
نوع پمپ آب : گریز از مرکز

## شاسی
سیستم تعلیق جلو : مکانیزم بازوهای طولی با پنهارد (تری لینک)
سیستم تعلیق عقب : مکانیزم ۴ اهرمه با پنهارد ( تری لینک )
نوع کمک فنر : هیدرولیک تلسکوپی
نوع فنر جلو / عقب : فنر لول
ابعاد لاستیک : ۱۵ آر ۵/۱۰×۳۱
تعداد سرنشین : جی ال دی : ۵ نفر جی ال وی : ۹ نفر

## سیستم ترمز
ترمز دستی : مکانیکی روی چرخهای عقب
ترمز : هیدرولیکی با کمک بوستر
ترمز جلو : دیسکی ( با قطر ۲۷۸ میلی‌متر )
ترمز عقب : دیسکی ( با قطر ۲۷۸ میلی‌متر )

## سیستم برق
استارت : ۲/۱ کیلووات
آلترناتور : ۱۲ ولت ۹۰ آمپر

## سیستم سوخت
نوع : انژکتوری، تزریق چند نقطه‌ای ( MPI )
ظرفیت باک بنزین : ۸۵ لیتر
سیستم فرمان
نوع فرمان : هیدرولیک با جعبه فرمان BALL AND NUT
موتور
نوع : بنزینی
تعداد و آرایش سیلندرها : ۶ سیلندر V شکل
حجم سیلندرها : ۲۹۷۲سانتیمتر مکعب
قطر سیلندر : ۱/۹۱ میلی‌متر
کورس پیستون : ۷۶ میلی‌متر
نسبت تراکم : ۱: ۹/۸
حداکثر قدرت : ۱۶۱اسب بخار در۵۰۰۰درو در دقیقه
حداکثر گشتاور:۵/۲۴ کیلوگرم متر در ۲۵۰۰دور در دقیقه